# Окпоту, Энтони
Энтони Окпоту (англ. Anthony Okpotu; род. 3 марта 1994, Макурди) — нигерийский футболист, нападающий клуба «Катар СК» и национальной сборной Нигерии.

## Клубная карьера
Начинал заниматься футболом в родном городе Макурди. Профессиональную карьеру начал в нигерийском клубе «Лоби Старз», где провёл в общей сложности пять сезонов. В сезоне 2013/14 года выступал за ливийский «Аль-Иттихад», вместе с которым занял второе место в турнирной таблице чемпионата. По окончании сезона вернулся в «Лоби Старз». В 2017 году забил в чемпионате Нигерии 19 мячей и стал лучшим бомбардиром первенства.
В апреле 2018 года проходил просмотр в датском «Брондбю», где провёл одну встречу за резервную команду, но результативным действиями не отметился. В июле 2018 года перебрался в чемпионат Марокко, подписав контракт с клубом «Дифаа». 17 июля дебютировал в основном составе команды в матче группового этапа Лиги чемпионов КАФ против алжирского «ЕС Сетифа», в котором Окпоту появился на поле на 71-й минуте. 2 декабря дебютировал в чемпионате Марокко в домашней игре с «Мулудиа Уджда».
31 января 2019 года на правах аренды стал игроком албанского клуба «Лачи». В его составе 11 февраля дебютировал в Суперлиге в гостевой встрече со «Скендербеу», выйдя в начале второго тайма на замену. 6 апреля забил свой первый гол в чемпионате, отличившись на 25-й минуте матча с «Теутой», положив тем самым начало разгрому соперника (5:0). По итогам сезона «Лачи» занял шестое место в турнирной таблице, а Окпоту принял участие в 10 встречах. По окончании аренды нападающий вернулся в «Дифаа».
В августе 2019 года стал игроком «Монастира», выступающего в первой лиге Туниса. Первую игру за новую команду провёл 25 августа в первом туре нового чемпионата. На 16-й минуте встрече Окпоту открыл счёт в матче с «Сфаксьеном», чем помог своему клубу одержать победу. Всего нигериец принял участие в 25 матчах чемпионата, в которых забил 13 мячей, став лучшим бомбардиром первенства. В кубке страны «Монастир» добрался до финала, в котором со счётом 2:0 обыграл столичный «Эсперанс» и завоевал трофей.
10 октября 2020 года подписал контракт с «Катар СК». Срок соглашения рассчитан на три года. Сумма сделки между клубами оценивается в 1,2 миллиона долларов. Дебютировал в катарской Старс-лиге 24 октября в домашней игре с «Умм-Салалем». На 62-й минуте встречи Окпоту вышел на замену вместо Насира Бакша. 13 декабря забил свои первые голы в чемпионате, оформив дубль в матче с «Ас-Сайлией», благодаря чему «Катар СК» одержал победу со счётом 3:1.

## Карьера в сборной
В 2018 году в составе национальной сборной Нигерии принимал участие в чемпионате африканских наций в Марокко. На этом турнире Октопу дебютировал за сборную на групповом этапе в матче со сборной Руанды 15 января 2018 года. Он вышел на поле в стартовом составе и на 79-й минуте был заменён. В заключительной игре группового этапа с Экваториальной Гвинеей открыл счёт своим голам за сборную, чем помог Нигерии обыграть соперника и выйти в плей-офф турнира. В итоге сборная дошла до финала, где уступила хозяевам — сборной Марокко с разгромным счётом 0:4, и завоевала серебряные медали.

## Достижения

### Командные
Сборная Нигерии
- Серебряный призёр Чемпионата африканских наций: 2018

 Монастир
- Обладатель Кубка Туниса: 2019/20
- Бронзовый призёр чемпионата Туниса: 2019/20

### Индивидуальные
- Лучший бомбардир чемпионата Нигерии: 2017 (19 мячей)
- Лучший бомбардир чемпионата Туниса: 2019/20 (13 мячей)

## Статистика выступлений

### Клубная статистика
| Выступление      | Выступление      | Выступление      | Лига | Лига | Кубки | Кубки | Конт.кубки | Конт.кубки | Итого | Итого |
| Клуб             | Лига             | Сезон            | Игры | Голы | Игры  | Голы  | Игры       | Голы       | Игры  | Голы  |
| ---------------- | ---------------- | ---------------- | ---- | ---- | ----- | ----- | ---------- | ---------- | ----- | ----- |
| Дифаа            | Ботола           | 2018/19          | 1    | 0    | 0     | 0     | 2          | 0          | 3     | 0     |
| Дифаа            | Итого            | Итого            | 1    | 0    | 0     | 0     | 2          | 0          | 3     | 0     |
| → Лачи           | Суперлига        | 2018/19          | 10   | 1    | 1     | 0     | 0          | 0          | 11    | 1     |
| → Лачи           | Итого            | Итого            | 10   | 1    | 1     | 0     | 0          | 0          | 11    | 1     |
| Монастир         | CLP-1            | 2019/20          | 25   | 13   | 3     | 0     | 0          | 0          | 28    | 13    |
| Монастир         | Итого            | Итого            | 25   | 13   | 3     | 0     | 0          | 0          | 28    | 13    |
| Катар СК         | Старс-лига       | 2020/21          | 10   | 4    | 2     | 0     | 0          | 0          | 12    | 4     |
| Катар СК         | Итого            | Итого            | 10   | 4    | 2     | 0     | 0          | 0          | 12    | 4     |
| Всего за карьеру | Всего за карьеру | Всего за карьеру | 46   | 18   | 6     | 0     | 2          | 0          | 54    | 18    |

### В сборной
| Матчи и голы Энтони Окпоту за национальную сборную Нигерии | Матчи и голы Энтони Окпоту за национальную сборную Нигерии | Матчи и голы Энтони Окпоту за национальную сборную Нигерии | Матчи и голы Энтони Окпоту за национальную сборную Нигерии | Матчи и голы Энтони Окпоту за национальную сборную Нигерии | Матчи и голы Энтони Окпоту за национальную сборную Нигерии |
| №                                                          | Дата                                                       | Оппонент                                                   | Счёт                                                       | Голы                                                       | Соревнование                                               |
| ---------------------------------------------------------- | ---------------------------------------------------------- | ---------------------------------------------------------- | ---------------------------------------------------------- | ---------------------------------------------------------- | ---------------------------------------------------------- |
| 1                                                          | 15 января 2018                                             | Руанда                                                     | 0:0                                                        | 0                                                          | Чемпионат африканских наций 2018                           |
| 2                                                          | 19 января 2018                                             | Ливия                                                      | 1:0                                                        | 0                                                          | Чемпионат африканских наций 2018                           |
| 3                                                          | 23 января 2018                                             | Экваториальная Гвинея                                      | 3:1                                                        | 1                                                          | Чемпионат африканских наций 2018                           |
| 4                                                          | 29 января 2018                                             | Ангола                                                     | 2:1                                                        | 1                                                          | Чемпионат африканских наций 2018                           |
| 5                                                          | 31 января 2018                                             | Судан                                                      | 1:0                                                        | 0                                                          | Чемпионат африканских наций 2018                           |
| 6                                                          | 4 февраля 2018                                             | Марокко                                                    | 0:4                                                        | 0                                                          | Чемпионат африканских наций 2018                           |

Итого:6 матчей и 2 гола; 4 победы, 1 ничья, 1 поражение.